# Iwate-gun
Iwate (jap. 岩手郡 Iwate-gun) ist der als ursprünglicher Verwaltungssitz namensgebende Landkreis der japanischen Präfektur Iwate.
Am 1. Januar 2008 umfasste der Landkreis eine Fläche von 1.586,87 km²; die geschätzte Einwohnerzahl betrug 95.522, die Bevölkerungsdichte mithin circa 60 Einwohner/km².
Zum Landkreis gehören seit 2014 noch drei Stadtgemeinden (Machi/Chō): Shizukuishi (雫石町, -chō), Kuzumaki (葛巻町, -machi), Iwate (岩手町, -machi). Die Bevölkerungszahl ist rückläufig.

## Geschichte

### Bis zur Meiji-Zeit

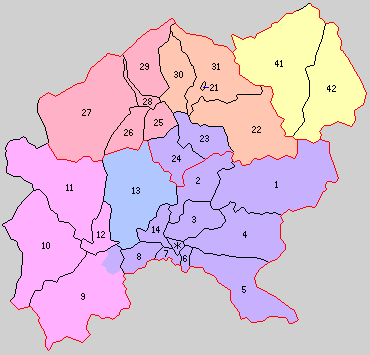
Die neuen Gemeinden 1889 in den Kreisen Kita- und Minami-Iwate (nummeriert) und die neue Morioka-shi (*)

Der Kreis gehörte unter der altertümlichen Ritsuryō-Verwaltung, die als geographische Landeseinteilung bis in die Meiji-Restauration genutzt wurde, zur Provinz Mutsu bzw. Rikuchū („Mittel-Mutsu“). Der Landkreis umfasste ursprünglich auch den nördlichen Teil des heutigen Stadtgebiets von Morioka, in der Edo-Zeit die Burgstadt des Fürstentums Morioka. In der Restauration entstand daraus die Präfektur Morioka, die später in Iwate umbenannt wurde. Bei der Reaktivierung der Landkreise als moderne Verwaltungseinheit zur Untergliederung der Präfekturen 1878/79 wurde der bisherige Kreis Iwate in Kita- (Nord-) und Minami- (Süd-) geteilt. Bei der Einführung der kreisfreien Städte (shi) wurde Morioka am 1. April 1889 von Minamiiwate unabhängig.

### Als moderner Landkreis
Am 29. März 1896 werden die beiden Kreise wieder zusammengelegt und bilden gemeinsam den Landkreis Iwate, dem nun eine Stadtgemeinde und 24 Landgemeinden/Dörfer untergeordnet sind. Die untergeordneten Verwaltungseinheiten waren:
- Vormals zu Kitaiwate (eine Stadtgemeinde, zehn Dörfer):
  - Numakunai (沼宮内町, -machi),
  - Dendō (田頭村, -mura),
  - Ikkatai (一方井村, -mura),
  - Kawaguchi (川口村, -mura),
  - Makibori (巻堀村, -mura),
  - Matsuo (松尾村, -mura),
  - Midō (御堂村, -mura),
  - Ōbuke (大更村, -mura),
  - Shibutami (渋民村, -mura),
  - Tairadate (平舘村, -mura),
  - Terada (寺田村, -mura).
- Vormals zu Minamiiwate (14 Dörfer):
  - Asagishi (浅岸村, -mura),
  - Gosho (御所村, -mura),
  - Kuriyagawa (厨川村, -mura),
  - Motomiya (本宮村, -mura),
  - Nakano (中野村, -mura),
  - Nishiyama (西山村, -mura),
  - Omyōjin (御明神村, -mura),
  - Ōta (太田村, -mura),
  - Shizukuishi (雫石村, -mura),
  - Takizawa (滝沢村, -mura),
  - Tamayama (玉山村, -mura),
  - Yabukawa (藪川村, -mura),
  - Yanagawa (簗川村, -mura),
  - Yonai (米内村, -mura).

### Weitere Entwicklung
- 1. April 1928. Das Dorf Yonai wird in die Stadt Morioka eingemeindet. Beim Landkreis Iwate verbleiben eine Stadtgemeinde und 23 Dörfer.
- 1. Januar 1940. Das Dorf Kuriyagawa wird ebenfalls in die Stadt Morioka eingemeindet. Beim Landkreis Iwate verbleiben eine Stadtgemeinde und 22 Dörfer.
- 23. Dezember 1940. Das Dorf Shizukuishi wird Stadtgemeinde (雫石町, -chō). Der Landkreis Iwate ist nun in zwei Stadtgemeinden und 21 Dörfer untergliedert.
- 10. April 1941. Die Dörfer Asagishi, Nakano und Motomiya werden Teil der Stadt Morioka. Beim Landkreis Iwate verbleiben zwei Stadtgemeinde und 18 Dörfer.
- 1. Juli 1948. Die Stadtgemeinde Kuzumaki und das Dorf Ekari (江刈村, -mura), bislang zum Landkreis Kunohe gehörig, werden dem Landkreis Iwate angegliedert. Diesem sind nun drei Stadtgemeinden und 19 Dörfer untergeordnet.
- 1. April 1954. Das Dorf Tamayama wird um die Dörfer Yabukawa und Shibutami erweitert. Der Landkreis Iwate ist nun in drei Stadtgemeinden und 17 Dörfer untergliedert.
- 1. Februar 1955. Das Dorf Yanagawa wird in die Stadt Morioka eingemeindet. Beim Landkreis Iwate verbleiben drei Stadtgemeinden und 16 Dörfer.
- 1. April 1955. Das Dorf Ōta wird in die Stadt Morioka eingemeindet. Die Dörfer Nishiyama, Omyōjin und Gosho werden an die Stadtgemeinde Shizukuishi angeschlossen. Beim Landkreis Iwate verbleiben so drei Stadtgemeinden und zwölf Dörfer.
- 1. Juni 1955. Das Dorf Makibori wird an das Dorf Tamayama angeschlossen. Beim Landkreis Iwate verbleiben drei Stadtgemeinden und elf Dörfer.
- 15. Juli 1955. Die Stadtgemeinde Kuzumaki wird um das Dorf Ekari sowie das bis dahin zum Landkreis Ninohe gehörige Dorf Tabe (田部村, -mura) erweitert. Der Landkreis Iwate ist nun in drei Stadtgemeinden und zehn Dörfer untergliedert.
- 21. Juli 1955. Die Stadtgemeinde Iwate entsteht durch Zusammenlegung der Stadtgemeinde Numakunai sowie der Dörfer Midō, Kawaguchi und Ikkatai. Der Landkreis Iwate ist nun in drei Stadtgemeinden und sieben Dörfer untergliedert.
- 30. September 1956. Die Stadtgemeinde Nishine (西根町, -chō) entsteht durch Zusammenlegung der Dörfer Ōbuke, Tairadate, Dendō und Terada. Der Landkreis Iwate ist nun lange Zeit in vier Stadtgemeinden und drei Dörfer untergliedert.
- 1. April 2002. Die Stadtgemeinde Ashiro (安代町, -chō), bislang Teil des Landkreises Ninohe, wird an den Landkreis Iwate angeschlossen. Dieser gliedert sich nun in fünf Stadtgemeinden und drei Dörfer.
- 1. September 2005. Die Stadt (Shi) Hachimantai entsteht durch Zusammenlegung der Stadtgemeinden Nishine und Ashiro sowie des Dorfes Matsuo und wird vom Landkreis Iwate unabhängig. Beim Landkreis Iwate verbleiben somit drei Stadtgemeinden und zwei Dörfer.

Die vier verbliebenen Gemeinden im Kreis Iwate 2006–2014 in gelb

- 10. Januar 2006. Das Dorf Tamayama wird in die Stadt Morioka eingemeindet. Beim Landkreis Iwate verbleiben schließlich drei Stadtgemeinden und ein Dorf.
- 1. Januar 2014. Takizawa-mura wird Takizawa-shi. Somit verbleiben noch drei Städte im Iwate-gun.

Koordinaten: 39° 49′ N, 141° 7′ O